# Eric Melrose Brown

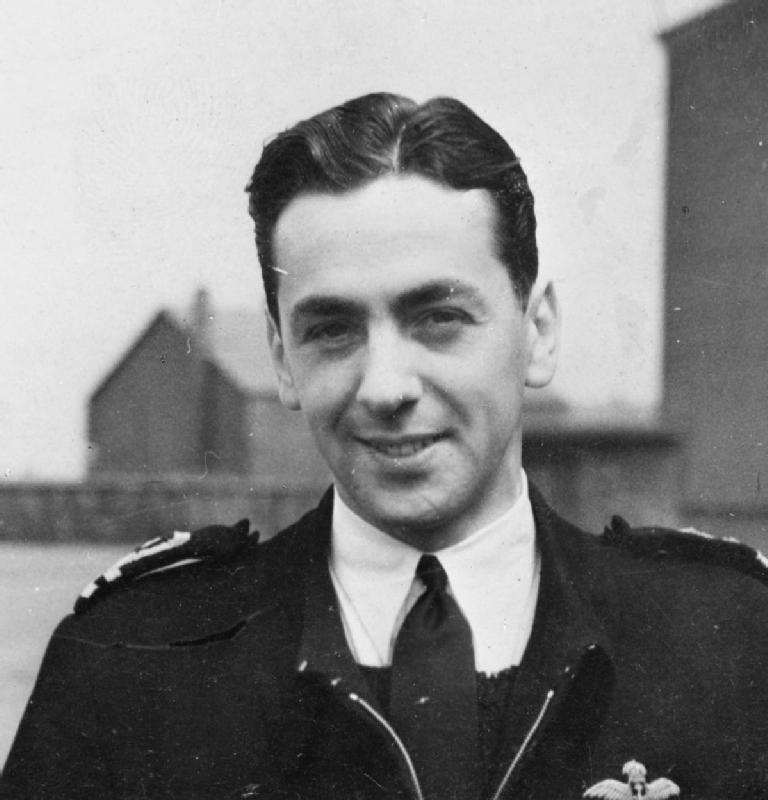
Eric Brown

Eric Melrose „Winkle“ Brown (* 21. Januar 1919 in Leith; † 21. Februar 2016 in Redhill) war ein Testpilot und Captain der britischen Royal Navy.

## Leben
Durch seinen Vater, Jagdflieger im Ersten Weltkrieg, kam Brown schon früh mit der Fliegerei in Berührung. Er hielt sich 1936 einige Zeit in Deutschland auf und lernte Hanna Reitsch und Ernst Udet kennen, der ihn zu einem Kunstflug mit einer Bücker Bü 131 mitnahm. Brown besuchte die Royal High School in Edinburgh und anschließend die Edinburgh University, wo er Fremdsprachen studierte und mit 18 Jahren das Fliegen lernte. Den Anfang des Krieges erlebte er als Austauschschüler am Bodensee, von wo er sich mit seinem MG-N-Sportwagen in die Schweiz absetzen konnte. Ende 1941 befand er sich als Jagdflieger an Bord des Geleitflugzeugträgers Audacity, der jedoch bald versenkt wurde. Danach wurde er zunehmend als Testpilot eingesetzt.

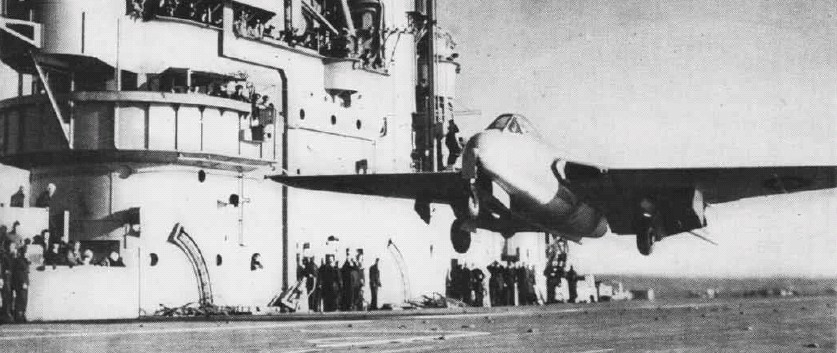
Eric Brown beim Start vom Flugzeugträger am 3. Dezember 1945

Er war der höchstdekorierte Pilot der Fleet Air Arm (unter anderem Commander of the British Empire, Träger des Distinguished Service Cross und des Air Force Cross) und hielt drei absolute Weltrekorde:
- Die höchste Anzahl an geflogenen Flugzeugtypen (487 unterschiedliche Typen, Versionen z. B. der Spitfire nicht eingeschlossen)
- Die meisten Katapultstarts
- Die meisten Flugzeugträgerlandungen (2407)

Während des Zweiten Weltkrieges und nach Kriegsende testete er als Kommandeur des No. 1426 Flight RAF 55 deutsche Beuteflugzeuge, darunter die Typen Heinkel He 162, Arado Ar 234, Messerschmitt Me 163 und Me 262. Nur mit einer Pistole bewaffnet nahm Brown im April 1945 eine operationelle Basis der deutschen Luftwaffe ein: 2000 deutsche Soldaten ergaben sich, nachdem er auf dem Flugplatz in der irrtümlichen Annahme gelandet war, die Deutschen wären schon abgezogen. Erst am Tag danach erreichten alliierte Bodentruppen den Platz. Er interviewte dank seiner Deutschkenntnisse nach der Befreiung des Konzentrationslagers Bergen-Belsen dessen Kommandanten und in der Folgezeit viele deutsche Wissenschaftler, unter anderem Wernher von Braun, Alexander Lippisch und Dietrich Küchemann, Hellmuth Walter, Ernst Heinkel, Willy Messerschmitt und Kurt Tank.
Brown war im Dezember 1945 der erste Pilot, der ein Strahlflugzeug (de Havilland Sea Vampire) auf einem Flugzeugträger, der Ocean, landete. Er war auch der erste, der ein zweimotoriges Flugzeug (De Havilland D.H.98) an Bord eines Flugzeugträgers (Indefatigable) landete.
Brown war Verfasser mehrerer Luftfahrtbücher.
In seinen 70er Jahren gab er seine Pilotenlizenz auf, hielt jedoch weiterhin Vorlesungen. Außerdem stand er auch im fortgeschrittenen Alter noch gelegentlich für Interviews über sein Leben als Testpilot zur Verfügung.